# 쓰치다 히사시
쓰치다 히사시(일본어: 土田 尚史, 1967년 2월 1일 ~ )는 일본의 전 축구 선수이다.

## 구단 경력
1989년 일본 사커 리그의 미쓰비시 중공(우라와 레즈)에 입단했다. 2000년까지 150경기에 출전, 2000년후 현역 은퇴.

## 국가대표팀 경력
그는 1988년 AFC 아시안컵에 참가할 일본 국가대표 B팀에 발탁되었다.